# Typhusimpfstoff
Ein Typhusimpfstoff ist ein Impfstoff gegen das Bakterium Salmonella typhi, dem Erreger der Typhus-Erkrankung. Die WHO empfiehlt die programmatische Verwendung von Typhusimpfstoffen zur Kontrolle von (Abdominal-)Typhus.

## Eigenschaften
Die zugelassenen Typhusimpfstoffe vermitteln eine Immunität bei 53 % bis 78 % der Geimpften. Der Typhusimpfstoff wird von der WHO für Reisende in Typhus-Risikogebiete und für Personen mit erhöhtem Expositionsrisiko empfohlen.
Drei Typhusimpfstoffe sind derzeit zugelassen:
1. der per Injektion verabreichte Konjugatimpfstoff als Konjugat des Vi-Polysaccharid-Antigens mit dem Toxoid des Tetanustoxins namens TCV (typhoid conjugate vaccine, genauer: Vi-TT),[1]
2. der oral verabreichte attenuierte Impfstoff Ty21a,[1]
3. der per Injektion verabreichte Untereinheiten-Impfstoff Vi capsular polysaccharide vaccine (ViPS).[1]

Die Einführung des TCV-Impfstoffs soll in Ländern mit einer hohen Belastung von Typhus oder resistenten S. Typhi priorisiert werden. Nach einem Monat besteht eine Immunität in 87,1 % der Geimpften. Der Impfschutz hält vermutlich fünf Jahre. TCV enthält 25 μg des Konjugats.
Ty21a ist für Menschen ab sechs Jahren zugelassen. Eine Wiederholungsimpfung wird alle fünf Jahre empfohlen. Dabei entsteht in ungefähr 50 % der Geimpften eine Immunität für drei Jahre. Die durch diesen Impfstoff erzeugte Immunität ist nach sieben Jahren noch in 62 bis 77 % der Geimpften vorhanden. Ty21a-Typhusimpfstoffe enthalten zwei bis sechs Milliarden CFU an lebenden Salmonellen und fünf bis 50 Milliarden tote CFU des Impfstammes S. typhi Ty21.
Das Vi capsular polysaccharide vaccine ist ab zwei Jahren zugelassen mit empfohlenen Wiederholungsimpfungen nach drei Jahren. Nach sieben Tagen besteht ein Impfschutz. Dieser Impfstoff erzeugt eine Immunität in etwa 66 % der Geimpften im ersten Jahr und in 45 % bis 69 % der Geimpften im zweiten Jahr. ViPS enthält 25 μg des Antigens.
Der Typhusimpfstoff befindet sich auf der Liste der unentbehrlichen Arzneimittel der Weltgesundheitsorganisation.

## Geschichte
Der erste Typhusimpfstoff war ein inaktivierter Impfstoff und wurde 1896 von Almroth Edward Wright entwickelt, wird aber aufgrund der Nebenwirkungen nicht mehr verwendet. Ein weiterer Typhusimpfstoff wurde von Eugen Haagen entwickelt.

## Handelsnamen
- Konjugatimpfstoff: Typbar-TCV und PedaTyph[1]
- Vi polysaccharide vaccine: Typhim Vi, Typherix[8]
- Ty21a: Vivotif[8]
- Kombinationsimpfstoff mit einem Hepatitis-A-Impfstoff: ViATIM, Hepatyrix[8]
- In Kapseln: Typhoral L